# Língua vietnamita
O vietnamita (tiếng Việt, tiếng Việt Nam, ou Việt ngữ), uma língua tonal, é a língua nacional e oficial do Vietnã (Việt Nam). É a língua materna do povo vietnamita (người Việt ou người kinh), que constitui cerca de 87% da população do Vietnã e de cerca de dois milhões de emigrantes vietnamitas, incluindo um número significante de vietnamitas nos Estados Unidos. É também falada como a segunda língua das minorias da população do Vietnã. Apesar de cerca de 50% dos vocábulos utilizados em vietnamita serem provenientes do chinês e terem sido originalmente escritos usando caracteres chineses, é considerada por linguistas como sendo uma língua austro-asiática.

## Alfabeto
Originalmente, a língua vietnamita utilizou caracteres derivados da língua chinesa para escrita; a escrita do alfabeto latino começou com a visita de missionários portugueses. A língua vietnamita atualmente usa para a escrita o alfabeto latino sem as letras F, J, W e Z, usando muitos ditongos e diversas outras combinações especiais de letras. Apresenta diacríticos nas vogais A, E, I, Y, O, U, mais o "D" barrado. Além do tom não marcado pelas vogais simples, há 5 tons de cada vogal que são sinalizados com outros diacríticos.
Mais detalhes:
| Letra | Nome                        | IPA                     |
| ----- | --------------------------- | ----------------------- |
| A a   | a                           | /aː˧/                   |
| Ă ă   | á                           | /aː˧˥/                  |
| Â â   | ớ                           | /əː˧˥/                  |
| B b   | bê; bờ                      | /ɓe˧, ɓəː˧˩/            |
| C c   | xê; cờ                      | /se˧, kəː˧˩/            |
| D d   | dê; dờ                      | /ze˧, zəː˧˩/            |
| Đ đ   | đê; đờ                      | /ɗe˧, ɗəː˧˩/            |
| E e   | e                           | /ɛ˧/                    |
| Ê ê   | ê                           | /e˧/                    |
| G g   | giê; gờ; ghê                | /ze˧, ɣəː˧˩, ɣe˧/       |
| H h   | hắt; hờ                     | /hat˦˥, həː˧˩/          |
| I i   | i; i ngắn                   | /i˧, i˧ ŋan˧˥/          |
| K k   | ca; kờ                      | /kaː˧/                  |
| L l   | e-lờ; lờ                    | /(ɛ˧)ləː˧˩/             |
| M m   | em-mờ; mờ                   | /(ɛm˧)məː˧˩/            |
| N n   | en-nờ; nờ                   | /(ɛn˧)nəː˧˩/            |
| O o   | o                           | /ɔ˧/                    |
| Ô ô   | ô                           | /o˧/                    |
| Ơ ơ   | ơ                           | /əː˧/                   |
| P p   | pê; pờ; bê phở (coloq.)     | /pe˧, pəː˧˩/            |
| Q q   | cu; quy; quờ                | /ku˧, kwi˧, kwəː˧˩/     |
| R r   | e-rờ; rờ                    | /ɛ˧ɹəː˧˩, ʐəː˧˩/        |
| S s   | ét-xì; sờ; xờ mạnh; xờ nặng | /ɛt˦˥si˧˩, ʂəː˧˩/       |
| T t   | tê; tờ                      | /te˧, təː˧˩/            |
| U u   | u                           | /u˧/                    |
| Ư ư   | ư                           | /ɨ˧/                    |
| V v   | vê, vờ                      | /ve˧, vəː˧/             |
| X x   | ích xì                      | /ik˦˥si˧˩, səː˧˩/       |
| Y y   | i dài; i-cờ-rét             | /i˧zaːj˧˩, i˧kəː˧ɹɛt˦˥/ |

Nota: Chamar b 'bê bò' e p 'bê phở' ié para evitar confusão em alguns dialetos ou contextos, idem para s 'xờ mạnh (nặng)' e x 'xờ nhẹ', i 'i ngắn' e y 'i dài'.
Q, q é sempre seguida por u em qualquer palavra ou frase do Vietnamita. Ex.: quang (luz), quần (calças), quyến rũ (atrair), etc.

## Fonologia

### Vogais
Como as demais línguas do sudeste asiático, o vietnamita tem uma grande quantidade de sons vogais. A seguir, um diagrama dos sons vogais do vietnamita de Hanoi.
|              | Anterior       | Central        | Posterior      |
| ------------ | -------------- | -------------- | -------------- |
| Fechada      | i [i]          | ư [ɨ]          | u [u]          |
| Meio Fechada | ê [e]          | ơ [əː]         | ô [o]          |
| Meio Aberta  | e [ɛ]          | â [ə]          | o [ɔ]          |
| Aberta       | ă [a] / a [aː] | ă [a] / a [aː] | ă [a] / a [aː] |
Vogais anteriores, centrais e baixas (i, ê, e, ư, â, ơ, ă, a) são não-arredondadas, enquanto que vogais posteriores (u, ô, o) são arredondadas. As vogais â [ə] e ă [a] são pronunciadas de forma bem curta, bem mais curtas do que as demais vogais. Assim, ơ e â têm basicamente a mesma pronúncia, exceto no caso de ơ [əː] que tem duração normal e â [ə] que é curta. O mesmo vale para a vogal longa a [aː] e a curta ă [a].
Há outras descrições para as vogais Hanoi, tal como essa de Thompson (1965):
|                    | Anterior    | Central | Posterior |       |
| não arredondada    | arredondada |         |           |       |
| ------------------ | ----------- | ------- | --------- | ----- |
| Fechada            | i [i]       |         | ư [ɯ]     | u [u] |
| Vogal meio Fechada | ê [e]       |         | ơ [ɤ]     | ô [o] |
| Vogal meio Aberta  | e [ɛ]       |         | â [ʌ]     | o [ɔ] |
| Aberta             | a [a]       | ă [ɐ]   |           |       |
Essa descrição distingue quatro graus de altura (frequência) para vogais um crontaste de arredondamento (arredondada vs não arredondada) entre vogais posteriores. A relativa pouca extensão das vogais ă e â seria, assim, uma característica secundária. Thompson descreve a vogal ă [ɐ] como sendo ligeiramente mais alta (quase aberta) que a [a].
Em adição a essas vogais isoladas (monotongos), o vietnamita tem ditongos (em vietnamita, âm đôi) e tritongos. Os ditongos consistem numa vogal principal seguida por uma semivogal, uma posição de frontal alta [ɪ̯], uma posterior alta [ʊ̯] ou uma central [ə̯].
Os ditongos e tritongos conforme Thompson podem ser vistos abaixo:

### Tons

contornos de frequência e duração dos seis tons do Vietnamita do norte como falado por falante masculino). A Freqüência Fundamental é traçada ao longo do tempo. De Nguyen & Edmondson (199)